# Black Beck (Red Pike)
Der Black Beck ist ein Fluss im Lake District, Cumbria, England. Der Black Beck entsteht an der Ostflanke des Red Pike (Wasdale) und fließt in östlicher Richtung bis zu seiner Mündung in den Mosedale Beck.